# 康索山 (伊利諾伊州)
康索山（英語：Council Hill）是位於美國伊利諾伊州喬戴維斯縣的一個非建制地區。該地的面積和人口皆未知。

## 地理
康索山的座標為42°29′19″N 90°21′13″W / 42.48861°N 90.35361°W，而該地的平均海拔高度為281米（即922英尺）。